# Hubert Remmert
Hubert Remmert (* 1966 in Beckum) ist ein deutscher Sportwissenschaftler und Verfasser von Basketballfachbüchern.

## Leben
Als Sportler zählte der 2,04 Meter große Remmert von 1982 bis 1984 zum bundesdeutschen C-Kader im Hochsprung, zudem spielte er Basketball beim VBC Beckum sowie von 1988 bis 1991 für den FC Schalke 04 und von 1996 bis 1998 für den VfL Bochum in der 2. Basketball-Bundesliga.
Er studierte zwischen 1990 und 1996 Sport an der Ruhr-Universität Bochum und erlangte einen Diplom-Abschluss. Hernach war er ebendort als wissenschaftlicher Mitarbeiter am Lehrstuhl für Trainingswissenschaft tätig und arbeitete von 1997 bis 2003 unter Dieter Steinhöfer, von 2003 bis 2009 gehörte er zu den Mitarbeitern von Alexander Ferrauti. 2002 wurde Remmerts Doktorarbeit im Fach Sportwissenschaft (Thema: „Spielbeobachtung im Basketball. Analyse des gruppentaktischen Angriffsverhaltens im Positionsangriff gegen die Mann-Mann-Verteidigung auf der Grundlage einer prozessorientierten Modellbildung“) an der Ruhr-Universität Bochum angenommen. Remmert arbeitet im Bereich „Sportarten und Bewegungsfelder“ der Fakultät für Sportwissenschaft an der Ruhr-Universität Bochum als Lehrkraft für besondere Aufgaben und ist unter anderem in der Vermittlung der Sportspiele Basketball sowie Handball tätig.
Remmert veröffentlichte 2006 das Lehrbuch „Basketball: lernen, spielen und trainieren“, er gehört zu den Verfassern des offiziellen Lehrbuchs des Deutschen Basketball Bunds, „Handbuch Basketball: Technik, Taktik, Training“. Er war ebenso maßgeblich an der Erstellung eines 2014 erschienenen Leitfadens zum Basketball-Spielart 3-gegen-3 beteiligt („Basketball 3x3: ein Leitfaden zu Spielformen, Organisation und Engagement in Schule, Verein und Freizeit“). 2011 brachte er mit Steinhöfer das Buch „Basketball in der Schule: spielerisch und spielgemäß vermitteln“ heraus und zählte zum Autorenkollektiv des unter Beteiligung des Deutschen Basketball Bundes vom Bundesinstitut für Sportwissenschaft 2015 veröffentlichten Werkes „Basketball-Talente: Leitlinien und Empfehlungen auf dem Weg zur Spitze“.